# Lochie Daddo
Cristopher Lachlan "Lochie" Daddo es un actor y presentador australiano conocido por haber interpretado a Stephen Gottlieb en la serie Neighbours.

## Biografía
Es hijo de Peter Daddo, un importador de bisutería y de Bronwen Daddo, una naturópata.
Sus hermanos son los actores Cameron Daddo, Andrew Daddo, el artista Jamie Daddo (gemelo idéntico de Andrew) y su hermana mayor Belinda Daddo. Jamie sufrió un accidente en 1995 luego de ser golpeado por un auto lo que lo dejó en coma por varios meses sin embargo se recuperó y se maneja en silla de ruedas.
Lochie está casado con la presentadora Karina Brown, la pareja le dio la bienvenida a su primera hija, Daisy Isabella Daddo el 1 de julio de 2005 y a su segunda hija Gracie May Daddo en el 2008.

## Carrera
El 12 de octubre de 1992 se unió al elenco recurrente de la popular serie australiana Neighbours donde interpretó a Stephen Gottlieb, el esposo de Phoebe Bright-Bright (Simone Robertson) hasta el 15 de septiembre de 1993 después de que su personaje decidiera mudarse de la calle Ramsay con su familia para manejar su propia de discos tienda llamada "Anson's Corner".
En 1994 apareció como invitado en la serie G.P. en donde interpretó a Patrick Walsh, el interés romántico del doctor Martin Dempsey (Damian Rice).
En el 2005 apareció en varios personajes de la serie Blue Water High donde dio vida a Andrew hasta el 2006.
En el 2007 se unió al elenco de la segunda temporada del programa It Takes Two, su pareja fue la cantante profesional Paulini Curuenavuli, sin embargo fueron los primeros en ser eliminados.

## Filmografía
- Series de Televisión.:

| Año         | Serie            | Personaje          | Notas                 |
| ----------- | ---------------- | ------------------ | --------------------- |
| 2005 - 2006 | Blue Water High  | Andrew             | 5 episodios           |
| 1994        | G.P.             | Patrick Walsh      | episodio "Out"        |
| 1992 - 1993 | Neighbours       | Stephen Gottlieb   | 50 episodios          |
| 1992        | All Together Now | Marcus McConaughey | episodio "Love Hurts" |

- Apariciones.:

| Año  | Programa     | Notas                    |
| ---- | ------------ | ------------------------ |
| 2007 | It Takes Two | 3 canciones - intérprete |

- Presentador.:

| Año         | Programa     | Notas                     |
| ----------- | ------------ | ------------------------- |
| 2007        | It Takes Two | 9 episodios - concursante |
| 2000 - 2001 | Getaway      | 6 episodios - presentador |